# Led Zeppelin (album)
Led Zeppelin is het debuutalbum van de Engelse rockband Led Zeppelin, en kwam uit in januari 1969. De opnamen vonden plaats in september en oktober 1968, en duurden in totaal 36 uur. Verschillende nummers van dit album (Dazed and Confused) en nummers van volgende platen (Whole Lotta Love) worden gezien als de eerste hardrock-nummers. Voor dit album is Led Zeppelin onder andere geïnspireerd door Jeff Beck’s album Truth. Gitarist Jimmy Page (die al eerder met Beck speelde bij de Yardbirds) en bassist-organist John Paul Jones woonden de opnamen van dit album bij en speelden meerdere begeleidingstracks in. Het nummer "You Shook Me" komt op beide albums voor.

## Achtergrond
In juli 1968 ging de Engelse rockband The Yardbirds uit elkaar nadat twee van de oprichters, zanger Keith Relf en drummer Jim McCarty, de groep verlieten. Gitarist Chris Dreja volgde als derde om als fotograaf aan het werk te gaan. Het overgebleven bandlid, gitarist Jimmy Page, bleef achter met de naamrechten van de band en de contractuele verplichtingen voor een concerttour in Scandinavië. Page vroeg sessiemuzikant en arrangeur John Paul Jones als bassist, Terry Reid als zanger en B.J. Wilson (Procol Harum) als drummer. Reid weigerde mee te doen, maar raadde Robert Plant aan. De twee hadden een ontmoeting bij Page thuis in Pangbourne, (Berkshire, Engeland) in augustus van dat jaar om over muziek te praten en aan nieuw materiaal te werken.
Het was snel duidelijk dat Page en Plant het muzikaal goed met elkaar konden vinden en Plant vroeg zijn vriend John Bonham, met wie hij samen in de band Crawling King Snakes had gespeeld, als drummer voor de nieuw op te richten groep. De vier (Page, Plant, Jones en Bonham) oefenden in september 1968 voor de concerttour in Scandinavië waar ze als The New Yardbirds zouden optreden. De setlist bestond uit oude Yardbirds-nummers maar ook uit nieuw materiaal zoals "Communication Breakdown", "I Can't Quit You Baby", "You Shook Me", "Babe I'm Gonna Leave You" en "How Many More Times". Na terugkomst van de tour veranderde Jimmy Page de naam van de band in Led Zeppelin. Op 25 september 1968, om elf uur ‘s avonds begon de band met de opnamen voor hun debuutalbum in de Olympic Studio’s in Londen.

## Opname
Volgens Jimmy Page namen de opnamen van het album slechts 36 uur studiotijd in beslag, verdeeld over enkele weken. Hij wist dit door de hoogte van het bedrag dat de studio rekende op de eindafrekening. De reden voor de korte opnametijd was dat de band de nummers voor en tijdens de Scandinavië tour al uitgebreid geoefend en bijgewerkt had.
Omdat Led Zeppelin nog geen platencontract had afgesloten werden de opnamekosten betaald door Jimmy Page en de manager van de band, Peter Grant. De totale kosten bedroegen £ 1.782,-. Zo kon de band zelf kiezen welk materiaal ze opnamen zonder enige invloed van een platenmaatschappij.
Jimmy Page gebruikte voor de opnamen een Fender Telecaster gitaar die hij in 1965 van Jeff Beck had gekregen toen die, op aanraden van Page, Eric Clapton opvolgde bij The Yardbirds. Page bespeelde de Telecaster in combinatie met een Supro versterker en hij gebruikte een Gibson J-200 voor de akoestische nummers. Voor het nummer "Your Time Is Gonna Come" gebruikte hij een tiensnarige Fender-pedal-steelgitaar.

## Productie
Het album werd geproduceerd door Page, en technicus Glyn Johns deed de geluidstechniek. De twee kenden elkaar al sinds hun tienertijd. Volgens Page werd het grootste deel van het album live in de studio opgenomen met later toegevoegde overdubs.
Page had gedurende zijn jaren als studiomuzikant verschillende ontwikkelingen meegemaakt op het gebied van geluids- en opnametechniek. Voor de opnamen van het album Led Zeppelin gebruikte hij de zogenaamde distance-makes-depth-techniek. Hij maakte gebruik van de natuurlijke omgeving van een ruimte om eventuele nagalm tijdens een opname te versterken. De meeste muziekproducenten plaatsten de opnamemicrofoons altijd zo dicht mogelijk op de versterkers en de drums. Page ontwikkelde het idee om extra microfoons te plaatsen tot op een afstand van 6 meter van de versterkers, en dan de balans tussen die twee geluiden op te nemen.
Omdat de nummers live werden opgenomen, was de zang van Robert Plant ook te horen via de extra microfoons die waren geplaatst. Page verklaarde dat dit kwam door de krachtige stem van Plant, maar voegde eraan toe: "Het klinkt alsof het opzettelijk zo is opgenomen". Bij het nummer "You Shook Me" gebruikte Page een techniek om de nagalm vóór het geluid te plaatsen, in plaats van ná het geluid. Hij nam de nagalm apart op en voegde hem later toe.
Page:

Tijdens een sessie met The Yardbirds (september 1967) namen we het nummer "Ten Little Indians" op, een heel gek nummer met een vreselijk koperblaas-arrangement. In feite klonk het hele nummer verschrikkelijk. In een wanhopige poging om het te redden, kwam ik op een idee. Ik zei: "Luister, draai de band om en zet de echo van de blazers op een reservespoor. Draai hem dan weer terug en dan komt de echo vóór de blazers." Het resultaat was erg interessant – het liet het nummer klinken alsof het achterstevoren ging. Tijdens de opname van "You Shook Me" zei ik tegen geluidstechnicus Glyn Johns dat ik aan het eind van het nummer een omgekeerde echo wilde gebruiken. Hij zei: "Jimmy, dat kan niet." Ik zei: "Ja, het kan wel. Ik heb het al eerder gedaan." Toen hij ruzie begon te maken, zei ik: "Luister, ik ben de producer. Ik ga je vertellen wat je moet doen." Met veel tegenzin deed hij alles wat ik zei, maar toen we klaar waren, weigerde hij om de fader naar boven te schuiven zodat ik het resultaat kon horen. Uiteindelijk schreeuwde ik: "Duw die verdomde fader omhoog!" En zie, het effect werkte perfect.

Led Zeppelin is een van de eerste albums die alleen in stereo werden uitgebracht. Daarvoor werden albums altijd in mono én stereo uitgebracht.

## Later uitgebrachte nummers
Twee nummers die niet op het album verschenen, "Baby Come On Home" en "Sugar Mama", zijn in 2015 uitgebracht op de heruitgave van het album Coda.

## Hoesontwerp

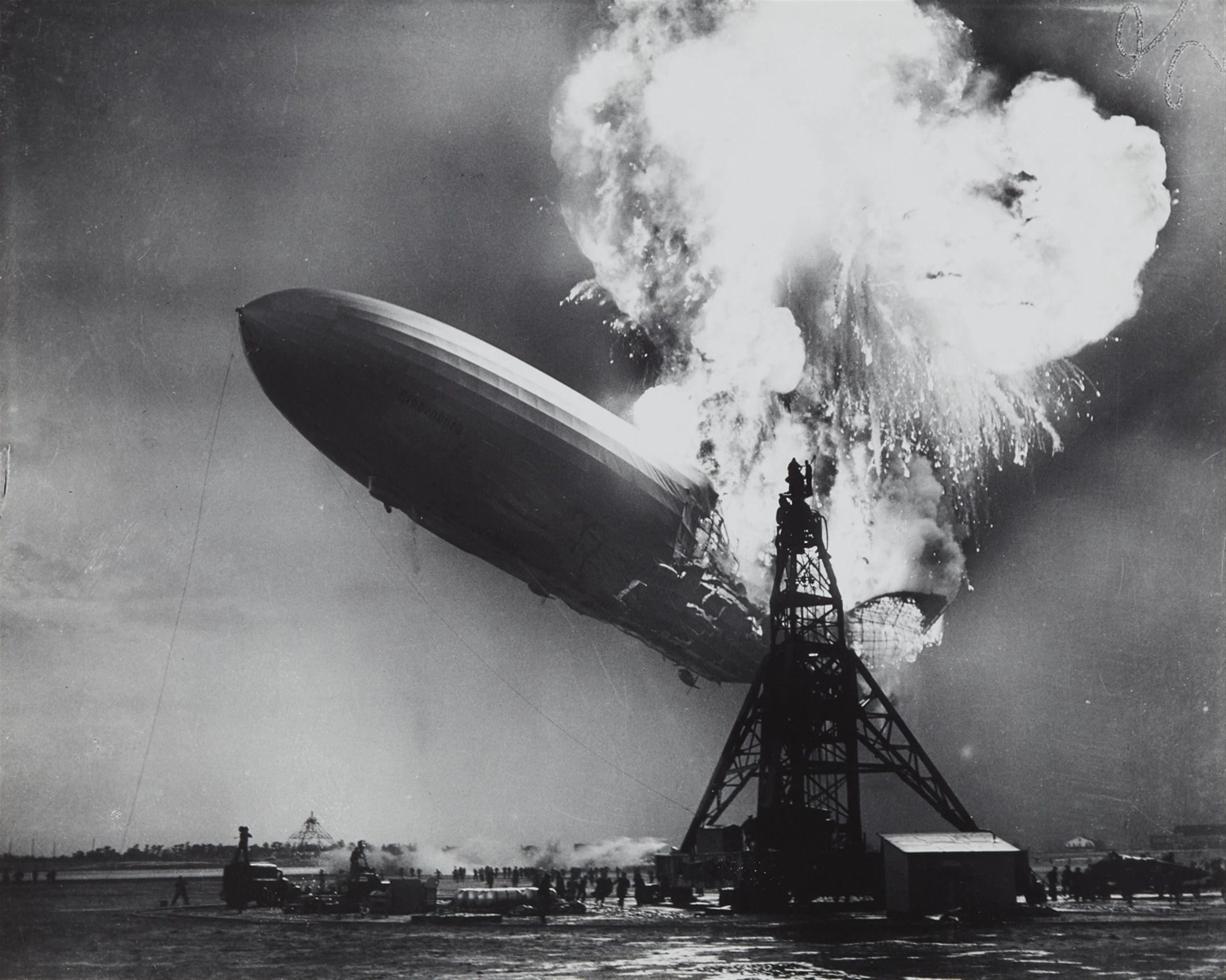
De LZ129 Hindenburg in brand.

De voorzijde van de platenhoes, die door Page werd gekozen, toont een zwart-witfoto van het brandende luchtschip de Hindenburg, dat op 6 mei 1937 bij het stadje Lakehurst in de Amerikaanse staat New Jersey tijdens de landing in brand vloog. De foto werd die dag genomen door Sam Shere. De foto verwijst naar het ontstaan van de naam van de band. Toen Page, Jeff Beck en de twee leden van de Engelse rockband The Who, Keith Moon en John Entwistle het idee hadden om samen een band op te richten, maakte Moon de opmerking:

Het zal wel overgaan als een loden ballon.

Waarop Entwistle antwoordde:

Als een loden Zeppelin.

Op de achterzijde staat een foto van de band die genomen is door Chris Dreja. Het hoesontwerp staat op naam van George Hardie, met wie Led Zeppelin ook tijdens latere albums zou samenwerken. De zwart-witfoto op de voorzijde bewerkte Hardie met inkt door gebruik te maken van een technische pen en door middel van de grafische techniek mezzotint.
Hardies eerste ontwerp was gebaseerd op een oud uithangbord uit San Francisco, een tekening van een Zeppelin in de wolken. Page wees dit ontwerp af maar het verscheen wel als logo op de achterzijde van de albumhoezen van de eerste twee albums van Led Zeppelin en in een aantal advertenties.
De albumhoes kwam extra onder de aandacht toen de band in februari 1970 in Kopenhagen, (Denemarken) werd aangekondigd als The Nobs. Eva von Zeppelin, een familielid van de ontwerper van de Zeppelin, dreigde de band met juridische stappen vanwege de afbeelding van het luchtschip dat in vlammen opgaat. Ze wilde op die manier het optreden van Led Zeppelin voorkomen.
De Amerikaanse journalist Greg Kot schreef in 2001 in het muziektijdschrift Rolling Stone: 

De hoes van Led Zeppelin laat de Hindenburg zien, in al zijn fallische glorie, ondergaand in vlammen. Het beeld geeft goed weer wat voor soort muziek er in de hoes zit; seksueel, catastrofaal en explosief.

## Recensies
Het album werd in een aantal muziektijdschriften aangekondigd met: "Led Zeppelin - the only way to fly". In eerste instantie kreeg het album met slechte recensies te maken. Het muziektijdschrift Rolling Stone vergeleek het album met dat wat Jeff Beck drie maanden daarvoor had uitgebracht (het album Truth) en dat het niets toevoegde: 

Om de leegte op te vullen die ontstaan is na het uiteengaan van The Cream zal de band op zoek moeten gaan naar een producer, een editor en materiaal dat hun collectieve talenten waardig is.

 Page werd bestempeld als een matig producer en schrijver. Plant werd net zo'n dandy als Rod Stewart genoemd, maar "lang niet zo opwindend". Vanwege deze kritiek, weigerde de band gedurende hun verdere bestaan nog met het tijdschrift te praten. Hun reputatie herstelde daarna door hun goede liveoptredens.

## Heruitgave 2014
Op 2 juni 2014 werd er een geremasterde versie uitgegeven van het album. De heruitgave verscheen in zes verschillende uitvoeringen: de standaard lp-editie, de standaard cd-editie, een luxe dubbel-cd-versie, een luxe dubbel-lp-versie, een Super Deluxe-dubbel-cd-plus-dubbel-lp-versie met fotoboek en als digitale download.
De luxe en Super Deluxe-edities bevatten bonusnummers opgenomen tijdens een optreden in het Olympia-theater in Parijs op 10 oktober 1969. Deze opnamen waren daarvoor alleen op bootleg-albums verschenen.

## Nummers

#### Originele uitgave 1969
1. Good Times Bad Times - 2:44 (Page/Jones/Bonham)
2. Babe I'm Gonna Leave You - 6:39 (Page/Plant/Anne Bredon)
3. You Shook Me - 6:27 (Willie Dixon/J.B. Lenoir)
4. Dazed and Confused - 6:26 (Page, gebaseerd op “Dazed and confused” van Jake Holmes uit 1967)
5. Your Time Is Gonna Come - 4:34 (Page/Jones)
6. Black Mountain Side - 2:12 (Page)
7. Communication Breakdown - 2:28 (Page/Jones/Bonham)
8. I Can't Quit You Baby - 4:42 (Willie Dixon)
9. How Many More Times - 8:28 (Page/Jones/Bonham)

#### Heruitgave 2014, luxe cd-versie, bonus-cd
Opgenomen in het Olympia, Parijs op 10 oktober 1969
1. Good Times Bad Times / Communication Breakdown - 3:52 (Page/Jones/Bonham)
2. I Can't Quit You Baby - 6:41 (Dixon)
3. Heartbreaker – 3:50 (Page/Plant/Jones)
4. Dazed and Confused – 15:01 (Page, gebaseerd op “Dazed and confused” van Jake Holmes uit 1967)
5. White Summer / Black Mountain Side – 9:19 (Page)
6. You Shook Me – 11:56 (Dixon/Lenoir)
7. Moby Dick – 9:51 (Bonham/Jones/Page)
8. How Many More Times – 10:43 (Page/Jones/Bonham)

## Single
| Jaar | Titel                                          | Lijst              | Positie |
| ---- | ---------------------------------------------- | ------------------ | ------- |
| 1969 | Good Times Bad Times / Communication Breakdown | Nederlandse Top 40 | 19      |

## Bezetting
- Jimmy Page - akoestische gitaar, elektrische gitaar, pedal-steelguitar, achtergrondzang, producer
- Robert Plant - zang, mondharmonica
- John Bonham - drums, pauk, achtergrondzang
- John Paul Jones - basgitaar, hammondorgel, achtergrondzang
- Viram Jasani - tabla op "Black Mountain Side"

## Productie en techniek
- Chris Dreja - fotografie (achterzijde album)
- Peter Grant - uitvoerend producent
- George Hardie - hoesontwerp
- Glyn Johns - geluidstechnicus
- George Marino - remastering cd-uitgave
- John Davis - remastering heruitgave 2014